# Picramnia dictyoneura
Picramnia dictyoneura är en tvåhjärtbladig växtart som först beskrevs av Ignatz Urban, och fick sitt nu gällande namn av Ignatz Urban och Ekman. Picramnia dictyoneura ingår i släktet Picramnia och familjen Picramniaceae. Inga underarter finns listade.